# Jan Skotnicki (malarz)
Jan Skotnicki (ur. 29 sierpnia 1876 w Bobrownikach, zm. 14 stycznia 1968 w Podkowie Leśnej) – polski malarz, artysta plastyk, działacz polityczny, inspektor szkolnictwa artystyczno-zawodowego Wydziału II malarstwa, rzeźby i sztuk zdobniczych w Ministerstwie Sztuki i Kultury w 1919 roku.

## Życiorys
Pochodził z rodziny ziemiańskiej. Uczył się w warszawskich gimnazjach, najpierw Wojciecha Górskiego, następnie Jana Pankiewicza, z którego za konspiracyjną pracę samokształceniową został usunięty. Maturę zdał w 1897 w Pińsku. W latach 1898–1898 studiował malarstwo w Akademii Sztuk Pięknych w Petersburgu, gdzie był uczniem Jana Ciąglińskiego i Léona Baksta. Naukę kontynuował w krakowskiej Akademii Sztuk Pięknych u Jacka Malczewskiego, Teodora Axentowicza, Leona Wyczółkowskiego i Józefa Mehoffera, a następnie w latach 1904–1905 pobierając naukę w Paryżu w Académie de la Grande Chaumière. W Paryżu poślubił Teodorę z Trenklerów. Powrócił do kraju i od 1908 do 1917 mieszkał w Zakopanem, gdzie współtworzył towarzystwo „Sztuka Podhalańska” i warsztaty „Kilim”. Mianowany członkiem Rady Stanu w 1918 roku. Brał udział w walkach niepodległościowych w 1918 walcząc w II Brygadzie Legionów. Po odzyskaniu przez Polskę niepodległości był zaangażowany politycznie. W czasie wojny polsko-bolszewickiej służył cztery miesiące jako kanonier w 1 Pułku Artylerii Polowej. Od 1922 do 1929 zajmował stanowisko dyrektora w Departamencie Kultury i Sztuki w Ministerstwie Wyznań Religijnych i Oświecenia Publicznego. 16 grudnia 1922 uczestniczył w wizycie Gabriela Narutowicza w gmachu Zachęty i był obecny podczas zamachu na życie i przy śmierci prezydenta. Po 1945 na krótko ponownie pracował w Ministerstwie Edukacji Narodowej, ale po ujawnieniu jego działalności przedwojennej został odsunięty od pracy ministerialnej. Razem z historykiem sztuki Andrzejem Kossakowskim prowadził w Grodzisku Mazowieckim ognisko plastyczne. W 1957 ukazały się drukiem zbeletryzowane pamiętniki Jana Skotnickiego noszące tytuł „Przy sztalugach i przy biurku”.
Jego twórczość obejmuje zarówno technikę olejną, jak i akwarelę. Poza obrazami rysował i tworzył grafikę. Były to młodopolskie sceny figuralne o tematyce historycznej i militarnej oraz pejzaże. W późniejszych latach rozszerzył twórczość o malarstwo portretowe. W 1906 miał pierwszą wystawę indywidualną w Towarzystwie Przyjaciół Sztuk Pięknych, a w 1910 wystawiał swoje prace na Powszechnej Wystawie Sztuki Polskiej we Lwowie. Kolejne dwie duże wystawy twórczości Jana Skotnickiego miały miejsce w Towarzystwie Zachęty Sztuk Pięknych w 1913 i 1918.
Zmarł w Podkowie Leśnej. Spoczywa na cmentarzu Powązkowskim w Warszawie (kwatera 91-1-26,27).

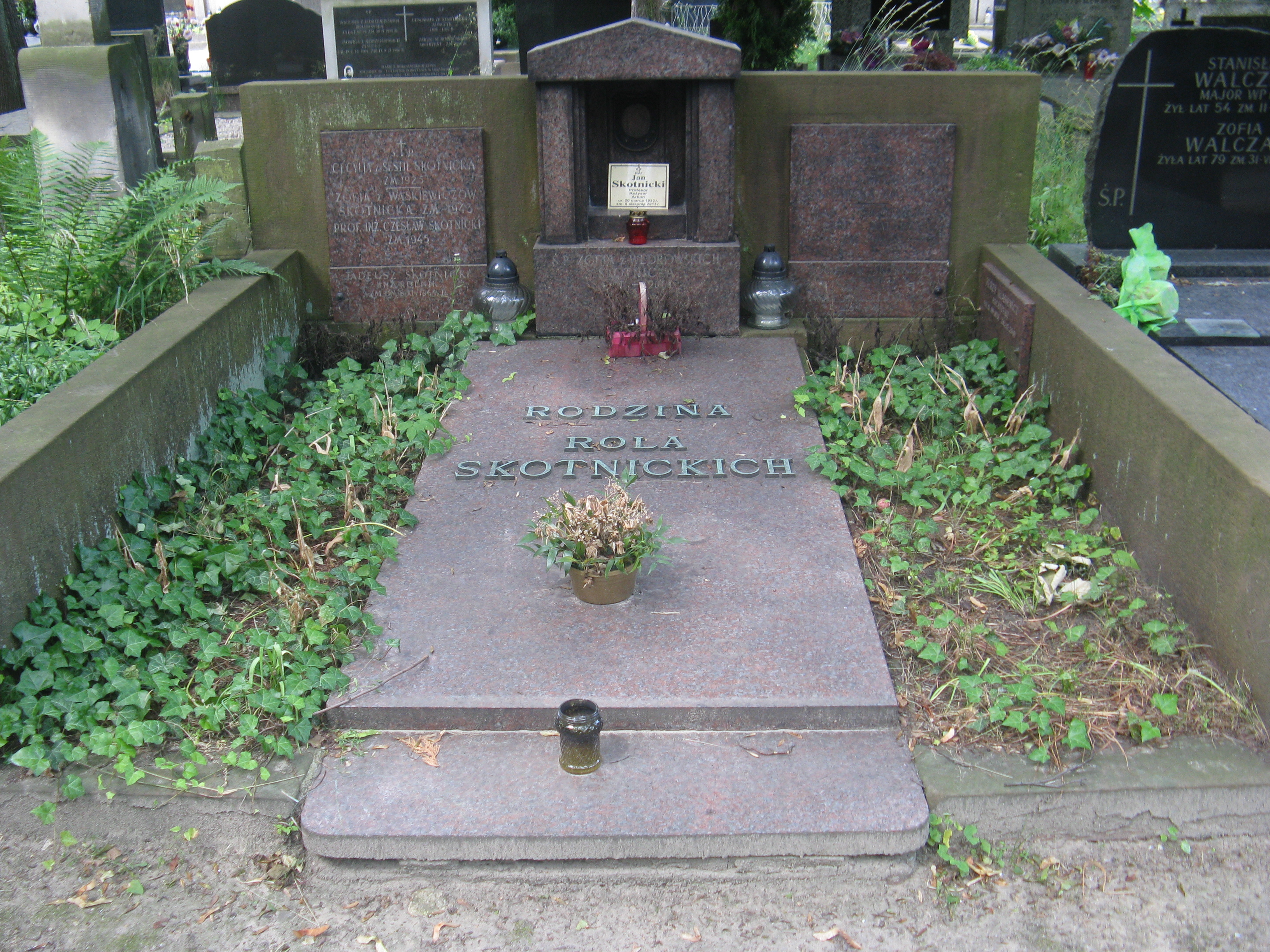
Grób Czesława i Jana Skotnickiego na cmentarzu Powązkowskim

## Ordery i odznaczenia
- Krzyż Komandorski Orderu Odrodzenia Polski (28 kwietnia 1926)[4]

## Linki
- Artyzm, Jan Skotnicki, sylwetka
- Jan Skotnicki, katalog aukcji
- UM Podkowa Leśna, Ludzie Podkowy Leśnej - Jan Skotnicki.